# Zaitoune
Zaitoune  (in arabo زيتون‎?) è un centro abitato e comune rurale del Marocco situato nella provincia di Tétouan, regione di Tangeri-Tetouan-Al Hoceima. Conta una popolazione di 10 481 abitanti (censimento 2014).